# Laura Freigang
Laura Freigang (Kiel, 1 februari 1998) is een voetbalspeelster uit Duitsland. Ze speelt als aanvaller voor Eintracht Frankfurt in de Bundesliga.

## Clubcarrière
Freigang speelde in de jeugd voor FSV Oppenheim, Holstein Kiel en Eintracht Duisburg voordat ze in 2011 overstapte naar TSV Schott Mainz. In haar eerste seizoen maakte Freigang 20 doelpunten in 18 wedstrijden waarmee ze een belangrijk aandeel had in de promotie van de club naar de 2de Bundesliga. In deze competitie scoorde Freigang vier doelpunten in 13 wedstrijden.
Na twee seizoenen te hebben gestudeerd en gespeeld op de Pennsylvania State University, keerde Freigang in het seizoen 2018/19 terug in Duitsland bij Eintracht Frankfurt. In dat seizoen behaalde Eintracht Frankfurt de vijfde plaats door 10 doelpunten te maken in 20 wedstrijden. In haar tweede seizoen werd Freigang gedeeld topscorer van de Bundesliga met 16 doelpunten in 22 wedstrijden. 
In 2021 verlengde Freigang haar contract bij Eintracht Frankfurt tot medio 2025. Door een derde plaats in het seizoen 2022/23 mochten Freigang en haar ploeggenoten aantreden in de kwalificaties van de Champions League van het seizoen 2023/24. Nadat eerst met 1. FC Slovácko en Juventus FC werd afgerekend was Eintracht Frankfurt in een tweeluik, mede door drie doelpunten van Freigang, ook te sterk voor AC Sparta Praag. Hierdoor mag Freigang in het seizoen 2023-2034 voor het eerst aantreden in de groepsfase van de Champions League.

## Statistieken
| Seizoen   | Club                | Land      | Competitie     | Wedstrijden | Doelpunten |
| --------- | ------------------- | --------- | -------------- | ----------- | ---------- |
| 2015-2016 | TSV Schott Mainz    | Duitsland | 2de Bundesliga | 13          | 4          |
| 2018/19   | Eintracht Frankfurt | Duitsland | Bundesliga     | 20          | 10         |
| 2019/20   | Eintracht Frankfurt | Duitsland | Bundesliga     | 22          | 16         |
| 2020/21   | Eintracht Frankfurt | Duitsland | Bundesliga     | 22          | 17         |
| 2021/22   | Eintracht Frankfurt | Duitsland | Bundesliga     | 21          | 12         |
| 2022/23   | Eintracht Frankfurt | Duitsland | Bundesliga     | 19          | 10         |
| 2023/24   | Eintracht Frankfurt | Duitsland | Bundesliga     | 20          | 9          |
| 2024/25   | Eintracht Frankfurt | Duitsland | Bundesliga     | 17          | 12         |
| Totaal    | Totaal              | Totaal    | Totaal         | 154         | 90         |

Laatste update: 20 maart 2025

## Interlandcarrière
Laura Freigang maakte deel uit van de selectie van Duitsland onder 20 voor het WK 2018 waarin Duitsland niet voorbij de kwartfinale wist te geraken. Freigang kwam 17 wedstrijden in actie voor Duitsland onder 20 waarin ze 7 keer tot scoren kwam.
Freigang maakte haar debuut voor het seniorenteam van Duitsland op 7 maart 2020 door in te vallen voor Linda Dallmann in de 73ste minuut. Op 22 september 2020 maakte Freigang haar eerste interlandgoal in een EK kwalificatie) wedstrijd tegen Montenegro. Op 27 november 2020 maakte Freigang een hattrick in de EK-kwalificatiewedstrijd tegen Griekenland. 
Bondscoach Martina Voss-Tecklenburg selecteerde Freigang voor het EK 2022 waarin Duitsland de finale haalde deze met 2-1 verloor na een verlenging tegen Engeland. Freigang kwam maar in één wedstrijd in actie, de derde groepswedstrijd tegen Finland.
Voor het WK 2023 werd Freigang opnieuw opgeroepen. Hierin wist Duitsland niet voorbij de groepsfase te geraken. Freigang kwam alleen in het eerste groepsduel tegen Marokko in actie.